# Софія Ґоджа
Софія Ґоджа (італ. Sofia Goggia, 15 листопада 1992) — італійська гірськолижниця, олімпійська чемпіонка, призерка чемпіонату світу. 
Бронзову медаль чемпіонату світу  Софія виборола на 2017 року в Санкт-Моріці у гігантському слаломі.
Золоту олімпійську медаль та звання олімпійської чемпіонки Ґоджа виборола в швидкісному спуску на Пхьончханській олімпіаді 2018 року. 

## Виступи на Олімпійських іграх
| Рік  | Місце проведення          | СЛ | ГС | СГ | ШС | КМ  |
| ---- | ------------------------- | -- | -- | -- | -- | --- |
| 2018 | Пхьончхан, Південна Корея | —  | 11 | 11 | 1  | DNS |
| 2022 | Пекін, Китай              | —  | —  | —  | 2  | —   |

## Результати кубка світу

### Місце в сезоні
| Сезон | Вік | Загальний залік | Слалом | Гігантський слалом | Супергігант | Швидкісний спуск | Комбінація |
| ----- | --- | --------------- | ------ | ------------------ | ----------- | ---------------- | ---------- |
| 2014  | 21  | 85              | —      | —                  | 30          | —                | —          |
| 2015  | 22  | 123             | —      | —                  | 58          | —                | —          |
| 2016  | 23  | 38              | —      | 22                 | 20          | 32               | 35         |
| 2017  | 24  | 3               | —      | 4                  | 5           | 3                | 3          |

- Станом на 29 січня 2017

### Подіуми
- 9 подіумів – (3 в швидкісному спуску, 2 в супергіганті, 3 в гігантському слаломі, 1 в комбінації)

| Сезон | Дата              | Місце змагань             | Дисциліна          | Місце |
| ----- | ----------------- | ------------------------- | ------------------ | ----- |
| 2017  | 26 листопада 2016 | Кіллінгтон, США           | гігантський слалом | 3     |
| 2017  | 2 грудня 2016     | Лейк-Луїз, Канада         | швидкісний спуск   | 2     |
| 2017  | 4 грудня 2016     | Лейк-Луїз, Канада         | супергігант        | 3     |
| 2017  | 10 грудня 2016    | Сестрієре, Італія         | гігантський слалом | 2     |
| 2017  | 16 грудня 2016    | Валь-д'Ізер, Франція      | суперкомбінація    | 3     |
| 2017  | 17 грудня 2016    | Валь-д'Ізер, Франція      | швидкісний спуск   | 3     |
| 2017  | 7 січня 2017      | Марибор, Словенія         | гігантський слалом | 2     |
| 2017  | 28 січня 2017     | Кортіна-д'Ампеццо, Італія | швидкісний спуск   | 2     |
| 2017  | 29 січня 2017     | Кортіна-д'Ампеццо, Італія | супергігант        | 2     |

## Зовнішні посилання
- Досьє на сайті Міжнародної лижної федерації

1. ↑  Olympedia — 2006.